# San Isidro Futból
San Isidro Futból è un romanzo di Pino Cacucci del 1991.
Divertente trama che si svolge in un non ben identificato villaggio situato al punto d'incontro tra gli stati messicani di Oaxaca, Veracruz e Puebla. Al centro del racconto la squadra di calcio del villaggio, un "misterioso" carico ritrovato in un aereo precipitato nella selva e l'amore tra i personaggi di Quintino e Antonia. Il titolo del libro presenta un errore di ortografia: futból anziché il corretto fútbol, dovuto alla pronuncia che si usa in Messico.
Dal romanzo è stato tratto il film Viva San Isidro! del 1995.

## Edizioni
Pubblicato per la prima volta nel 1991 dalla casa editrice Granata Press, venne successivamente ripubblicato dalla Feltrinelli nel 1996.